# Golden Landmark
Le Golden Landmark est un gratte-ciel de 206 mètres construit en 2008 à Shanghai en Chine.
L'architecte est l'agence américaine Smallwood Reynolds Stewart, Stewart.